# 圣卡纳
圣卡纳（法語：Saint-Cannat，法語發音：[sɛ̃ kana]）是法国罗讷河口省的一个市镇，位于该省东部偏南，属于普罗旺斯地区艾克斯区。

## 地理
圣卡纳（43°37'17"N, 5°17'53"E）面积36.54 平方千米，位于法国普罗旺斯-阿尔卑斯-蓝色海岸大区罗讷河口省，该省份为法国东南部沿海省份，北起沃克吕兹省，西接加尔省，南濒地中海，东临瓦尔省。
与圣卡纳接壤的市镇（或旧市镇、城区）包括：普罗旺斯地区艾克斯、拉巴邦、埃吉耶、朗贝斯克、罗涅。

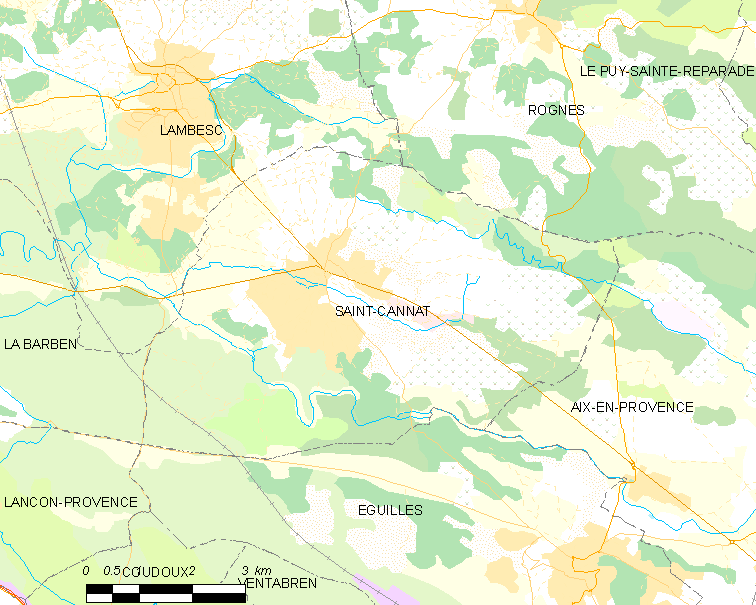
圣卡纳的OSM定位图

圣卡纳的时区为UTC+01:00、UTC+02:00（夏令时）。

## 行政
圣卡纳的邮政编码为13760，INSEE市镇编码为13091。

## 政治
圣卡纳所属的省级选区为佩利萨讷县。

## 人口

1962-2008年间圣卡纳人口变化图示

圣卡纳于2022年1月1日时的人口数量为5877人。